# إميلي غولد
إميلي غولد (بالإنجليزية: Emily Gould) (13 أكتوبر 1981 في الولايات المتحدة)؛ كاتِبة مُتخصِّصة في أدب الأطفال وروائية أمريكية.